# کامرون پترسون
کامرون پترسون (انگلیسی: Cameron Peterson؛ زادهٔ ۴ دسامبر ۱۹۸۳) دوچرخه‌سوار اهل استرالیا است. وی عضو تیم دوچرخه‌سواری دراپاک می‌باشد.